# تشارلز هنت (لاعب كرة قدم أمريكية)
تشارلز هنت (بالإنجليزية: Charles Hunt)‏ هو لاعب كرة قدم أمريكية أمريكي، ولد في 12 مارس 1983 في جاكسونفيل في الولايات المتحدة.